# Colegio San Benito

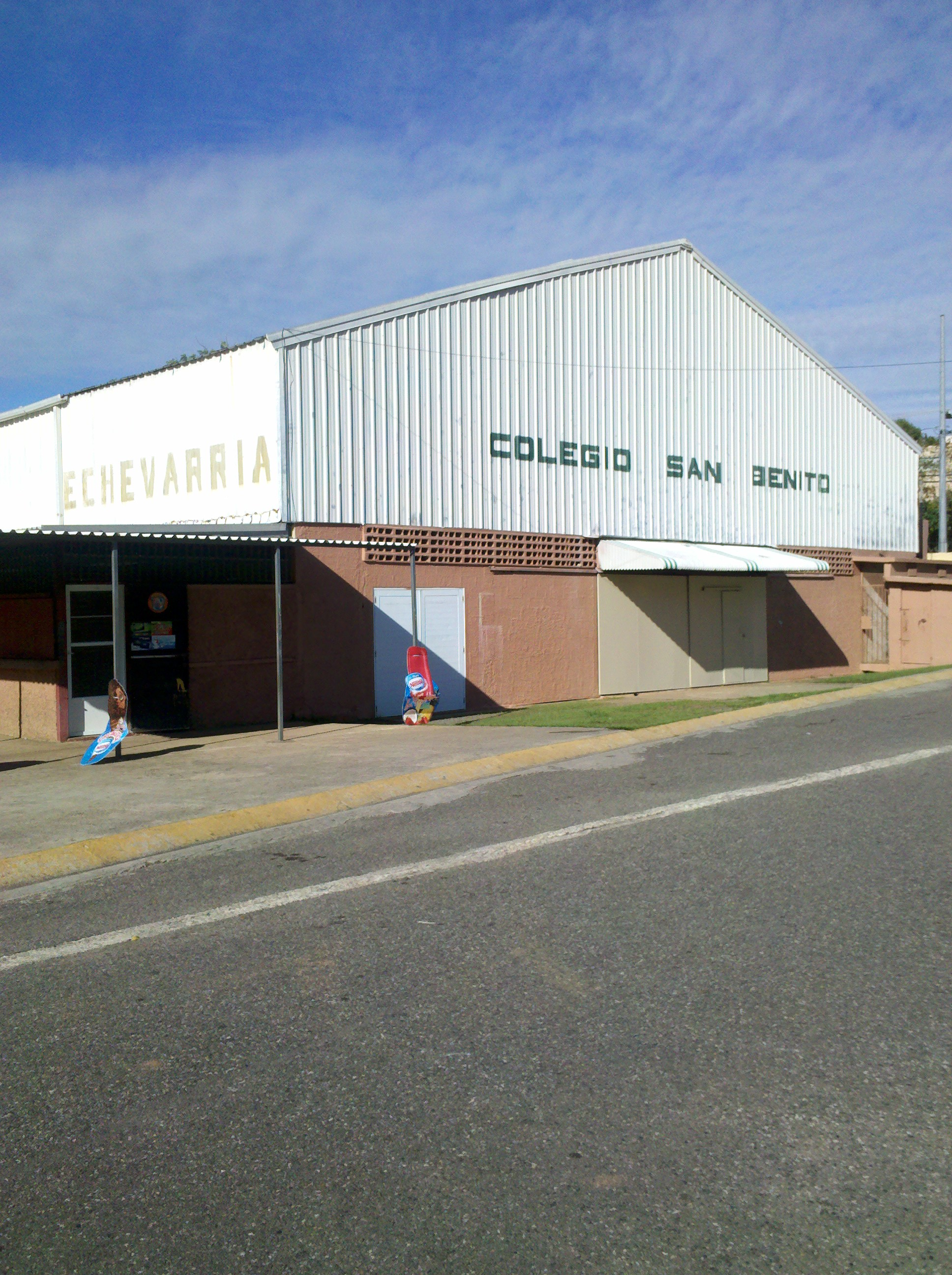
Cancha de baloncesto.

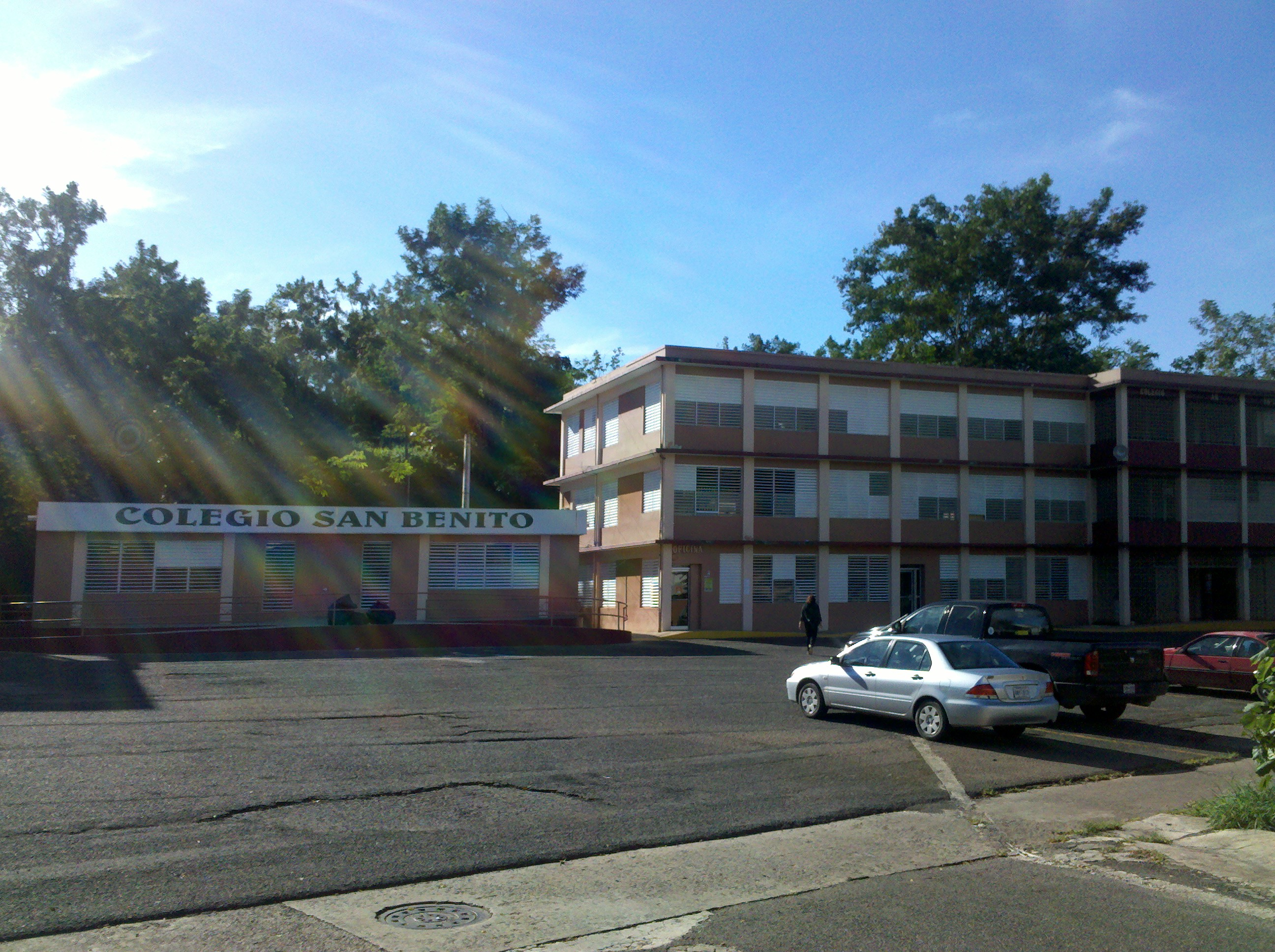
Edificio de la escuela superior.

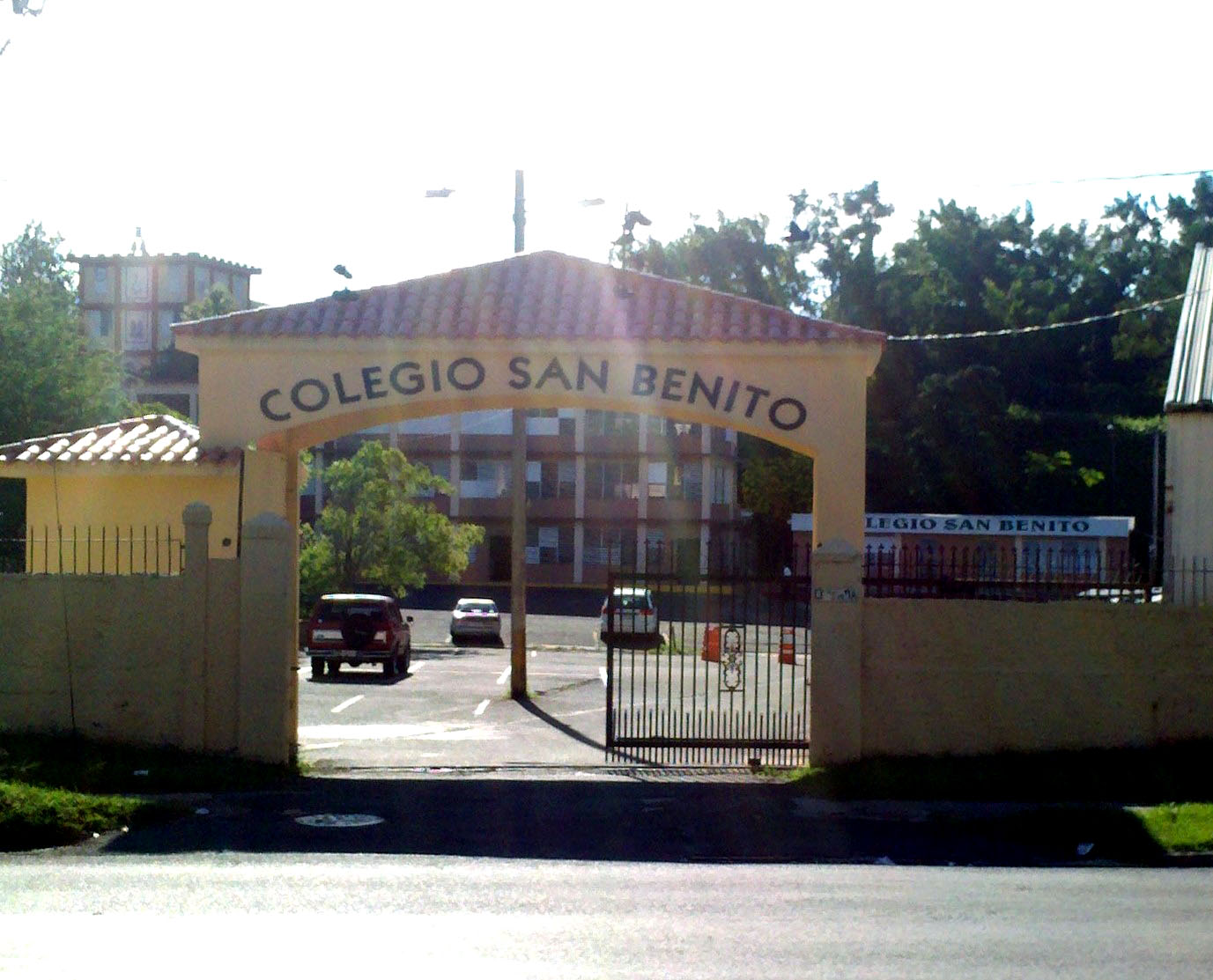
Una de dos entradas para el colegio.

El Colegio San Benito (CSB) es una escuela preparatoria católica, fundada en Mayagüez, Puerto Rico en 1965. Pertenece a los Padres Benedictinos. La escuela era, en sus inicios, solo para varones.

## Historia
La idea del Colegio San Benito fue un accidente. El mismo como tal, nunca estuvo en la mente de la comunidad de Samos de la orden de San Benito, Lugo, España. En la época de Trujillo y en un viaje que este hizo a España, el Abad de Samos, Reverendísimo Padre Mauro Gómez, tuvo un encuentro con Trujillo, en alguno de los ministerios oficiales del gobierno español. Durante la conversación, el general Trujillo le ofrece fundar en la República de Santo Domingo a expensas del gobierno dominicano, una Universidad Laboral y donarla posteriormente a la comunidad antes mencionada de Samos. Estudiadas las ofertas generales y sus condiciones habiendo sido sometidos todo el plan a una votación, se decide aceptar la dirección de la Universidad. A estos fines se desplazan los padres Agustín Santos y Celestino Pérez para ver en el sitio el prospecto. Al constatar la imposibilidad de la empresa, se mueven a Puerto Rico, al Colegio de San Antonio de Humacao. Aquí trabajan en la enseñanza y en el trabajo parroquial por varios años.  Residiendo en Humacao, establecen contacto con el industrial Ramón Arbona, quien les demuestra la idea de hacer un colegio en Mayagüez, en honor a su hijo, fallecido en un accidente de aviación. Con el fin de tener relaciones más estrechas estos dos padres se mueven a Mayagüez, y el obispo McManus les encarga de la iglesia de El Sagrado Corazón. Fruto de las buenas relaciones entre ambas partes se llega al acuerdo final de levantar un colegio, Colegio San Benito. Don Ramón Arbona compra los terrenos contiguos a la iglesia, unas veinte cuadras y se edifica hacia el año 1964 el primer edificio de tres pisos. Gracias a la abnegación de unos padres que entregaron a sus hijos para ser educados en el primer colegio de varones de la ciudad y al grupo de maestros que fueron unos pioneros determinantes en el inicio de San Benito hicieron que la nueva institución tuviera una buena acogida como ha sido durante años.

## Colegio y Comunidad
Colegio San Benito 'CSB' se compone de dos edificios académicos (una escuela primaria y una escuela secundaria), el Monasterio de San Benito, una cafeterías,  comedor escolar, anfiteatro, áreas deportivas y recreativas, gimnasio, y una gran porción de zonas verdes. El sistema de escuela primaria del Colegio San Benito es bilingüe. La escuela tiene el rosario más grande de la isla.
En el 2011, el College Board de Puerto Rico y América Latina reconoce a la escuela por obtener el promedio más alto en el EXANI-II sobre todas las escuelas privadas en Puerto Rico por honrar el premio Adolfo Fortier.
Los edificios principales del campus actual se encuentran en el sector de Quebrada Grande, Mayagüez, al oeste de Puerto Rico.
Colegio San Benito es acreditada por el Departamento de Educación del Estado Libre Asociado de Puerto Rico. La escuela ha sido reconocida por las puntuaciones de sus estudiantes en el examen del College Board. En Humacao existe una escuela similar.
La escuela incluye afiliaciones como: Sociedad Nacional de Honor y el consejo estudiantil.

## Cronología de eventos
- 8 de septiembre de 1959 - Primera misa que se dijo por los Padres Benedictinos en la iglesia del Sagrado Corazón.

- 1964 - Se edifica el primer edificio de dos pisos.

- 23 de agosto de 1965 - Comienzan las clases en San Benito con los grados Kinder, Primero, Segundo y Tercer grado.

- 12 de agosto de 1975 - Primera graduación de Escuela Superior. Ese día se vio el primer logro de años de trabajo.

- 1994 - La primera clase con niñas se gradúa.

## Deportes
La escuela es reconocida por sus equipos de baloncesto y voleibol. Deportes que se practican incluyen el baloncesto, voleibol, fútbol y fútbol sala.